# Szoszamnung
A Szoszamnung (Seosamneung) (hangul: 서삼릉, handzsa: 西三陵; „nyugati három királysír”) Kjonggi (Gyeonggi) tartomány Kojang (Goyang) városában található Csoszon (Joseon)-kori koreai királysírcsoport, melybe Indzsong (Injong) király és Csholdzsong (Cheoljong) királyt, feleségeiket, valamint hercegeket és királyi hitveseket temettek.

## Története
| Sír neve                                   | Elhunytak neve                                                                             | Év   |
| ------------------------------------------ | ------------------------------------------------------------------------------------------ | ---- |
| Hirung (희릉, 禧陵, Huireung)              | Csanggjong (장경, Janggyeong) királyné (Csungdzsong (Jungjong) király felesége)            | 1537 |
| Hjorung (효릉, 孝陵, Hyoreung)             | Indzsong (Injong) király Inszong (인성, Inseong) királyné                                  | 1545 |
| Jerung (예릉, 睿陵, Yereung)               | Csholdzsong (Cheoljong) király Cshorin (철인, Cheorin) királyné                            | 1863 |
| Szogjongvon (소경원, 昭慶園, Sogyeongwon)  | Szohjon (소현, Sohyeon) koronaherceg (Indzso (Injo) király fia)                            | 1645 |
| Irjongvon (의령원, 懿寧園, Uiryeongvon)    | Iszo (의소, Uiso) herceg (posztumusz koronaherceg; Szado (Sado) koronaherceg fia)          | 1752 |
| Hjocshangvon (효창원, 孝昌園, Hyochangwon) | Munhjo (문효, Munhyo) koronaherceg (Csongdzso (Jeongjo) király fia)                        | 1786 |
| Hömjo (회묘, 懷墓, Hoemyo)                 | címétől megfosztott királyné a Jun (Yun) klánból (Szongdzsong (Seongjong) király felesége) | 1482 |